# Blaxnit Cup
La Blaxnit Cup était une compétition de football disparue qui opposait des équipes de chaque fédération de l'Irlande dans un format similaire à la Setanta Cup. Elle a été inaugurée en 1967 entre clubs de la FAI League de l'Eire et de la ligue irlandaise d'Irlande du Nord et se tint jusqu'en 1974.
La compétition regroupait quatre équipes de chaque league. La Blaxnit Cup fut la troisième compétition transnationale. Les précédentes compétitions étaient la Coupe Intercité Dublin-Belfast (entre 1941-1942 et 1948-1949) et la coupe Nord-Sud (en 1961-1962 et 1962-1963).
Après l'arrêt de la Blaxnit Cup, les équipes de chaque côté de la frontière continuèrent à s'affronter dans la Texaco Cup (en 1973/1974 et 1974/1975), la Tyler Cup (entre 1978 et 1980) et depuis 2005 la Setanta Cup.
Le tournoi, souffrant d'un manque d'intérêt et d'une sécurité remise en cause au plus fort des attentats du conflit nord-irlandais, a été arrêté en 1974.

## Palmarès
2 victoires
- Coleraine FC (1969 et 1970)

1 victoire
- Shamrock Rovers (1968)
- Linfield FC (1971)
- Cork Hibernians (1972)
- Glentoran FC (1973)
- Ards FC (1974)